# Jan Penconek
Jan Penconek (ur. 19 grudnia 1912 w Powsinie, zm. 13 września 1939 na Oksywiu) – porucznik Wojska Polskiego, uczestnik kampanii wrześniowej i walk w obronie Wybrzeża, kawaler Krzyża Srebrnego Orderu Virtuti Militari.

## Życiorys
Był synem Stanisława i Katarzyny z Urbaniaków, rolników, którzy posiadali pięciohektarowe gospodarstwo rolne. Miał sześcioro rodzeństwa. Uczęszczał do szkoły powszechnej w Powsinie. Należał do męskiej drużyny harcerskiej im. Henryka Dąbrowskiego, gdzie uzyskał stopień Harcerza Orlego. W 1931 roku zdał maturę w I Gimnazjum Miejskim im. gen. Sowińskiego w Warszawie.  
Po maturze został przyjęty do Szkoły Podchorążych Piechoty w Komorowie k. Ostrowi Mazowieckiej. 1 października 1931 rozpoczął służbę wojskową jako podchorąży. Początkowo próbował dostać się do lotnictwa, jednak po niepowodzeniu pozostał w piechocie. 15 sierpnia 1934 roku uzyskał promocję na pierwszy stopień oficerski (podporucznika). Ukończył szkołę z bardzo dobrą lokatą, więc miał możliwość wybrania przydziału. Wybrał Batalion Morski w Wejherowie, gdzie został dowódcą plutonu w 3. kompanii strzeleckiej. 19 marca 1938 roku awansował na stopień porucznika, a 23 marca 1939 roku został dowódcą 2. kompanii. W ramach mobilizacji Batalion Morski został przekształcony w 1 Morski Pułk Strzelców. 
W chwili wybuchu wojny pełnił funkcję oficera służbowego. Powiadomił o stanie wojennym dowódcę pułku, ppłk. Kazimierza Pruszkowskiego, który zarządził alarm bojowy dla wszystkich pododdziałów. Kompania por. Penconka znalazła się w odwodzie dowódcy pułku, w lasach na północny wschód od Wejherowa. W nocy z 7 na 8 września dowodził wypadem na Gowino, który zakończył się odbiciem miejscowości z rąk Niemców. Sukcesem okazało się zdobycie tego dnia map i planów niemieckich, które zostały przekazane dowództwu. 8 września wraz ze swoją kompanią uczestniczył w udanym kontrataku w rejonie leśniczówki Biała, nacierając na Niemców próbujących okrążyć zgrupowanie wojsk polskich. Został ranny w głowę i przetransportowany do szpitala w Wejherowie. Mimo osłabienia i ran, na własne życzenie wypisał się ze szpitala i dołączył do swojego oddziału ponownie obejmując dowodzenie 2. kompanii. 13 września podczas walk o Oksywie został śmiertelnie raniony i poległ. 
Jego symboliczny grób znajduje się na cmentarzu wojennym w Gdyni-Redłowie pod numerem 255. 

## Ordery i odznaczenia
- Krzyż Srebrny Orderu Virtuti Militari[3]

## Upamiętnienie
Jego imieniem została nazwana szkoła podstawowa w Gowinie w powiecie wejherowskim. W 2009 roku na cmentarzu w Powsinie odsłonięto tablicę pamiątkową poświęconą por. Penconkowi. 19 grudnia 2017 roku na cmentarzu Obrońców Wybrzeża w Gdyni odbyły się uroczystości 105. rocznicy urodzin por. Penconka. 21 listopada 2018 roku decyzją Ministra Obrony Narodowej został mianowany na stopień kapitana Wojska Polskiego. 13 września 2019 roku w Szkole Podstawowej nr 104 im. Macieja Rataja w Powsinie odbyła się uroczystość pośmiertnego mianowania. 